# Сентрейлия (Айова)
Сентрейлия (англ. Centralia) — город, расположенный в округе Дубьюк (штат Айова, США) с населением 134 человека по статистическим данным переписи 2010 года.

## История
Город существует примерно с 1850 года.

## География
По данным Бюро переписи населения США Сентрейлия имеет общую площадь 1,5 км².
Город расположен на высоте 346 метров над уровнем моря.

## Демография
По данным переписи населения 2010 года в Сентрейлии проживало 134 человека. Средняя плотность населения составляла около 89,3 человек на один квадратный километр.
Расовый состав города по данным переписи распределился следующим образом: 132 (98,5 %) — белых, 2 (1,5 %) — представителей смешанных рас.
Население по возрастному диапазону по данным переписи распределилось следующим образом: 28 человек (20,9 %) — жители младше 18 лет, 10 человек (7,5 %) — от 18 до 24 лет, 19 человек (14,2 %) — от 25 до 34 лет, 47 человек (20,1 %) — от 35 до 49 лет, 37 человек (27,6 %) — от 50 до 64 лет и 13 человек (9,7 %) — в возрасте 65 лет и старше. Средний возраст жителей составил 39,5 года. Женщины составили 50 % (67 человек), мужчины 50 % (67 человек).